# Kristaps Grebis
Kristaps Grebis (Liepāja, 13 december 1980) is een Lets voetballer. Hij speelt momenteel voor FK Liepāja, de club uit zijn geboorteplaats.

## Erelijst
FHK Liepājas Metalurgs
- Lets kampioen

2005, 2009
- Beker van Letland

2006
- Topschutter Virslīga

2009 (30 goals)